# Liste der Monuments historiques in Vittersbourg
Die Liste der Monuments historiques in Vittersbourg führt die Monuments historiques in der französischen Gemeinde Vittersbourg auf.

## Liste der Bauwerke
| Bezeichnung | Beschreibung                                   | Standort                    | Kennzeichnung | Schutzstatus | Datum | Bild |
| ----------- | ---------------------------------------------- | --------------------------- | ------------- | ------------ | ----- | ---- |
| Quereinhaus | aus dem 18. Jahrhundert, Umbau bezeichnet 1826 | 3 rue de la Fontaine (Lage) | PA00107078    | Inscrit      | 1882  |      |